# Helina consanguinea
Helina consanguinea är en tvåvingeart som först beskrevs av Stein 1911.  Helina consanguinea ingår i släktet Helina och familjen husflugor.
Artens utbredningsområde är Peru. Inga underarter finns listade i Catalogue of Life.